# Kruse (Czarnogóra)
Kruse (cyr. Крусе) – wieś w Czarnogórze, w gminie Podgorica. W 2011 roku liczyła 40 mieszkańców.